# Andrei Fyodorov
Andrei Vitalyevich Fyodorov (in russo Андрей Витальевич Фёдоров?; Fergana, 10 aprile 1971) è un allenatore di calcio ed ex calciatore uzbeko, di ruolo difensore.

## Palmarès

### Giocatore

#### Competizioni nazionali
- Campionato uzbeko: 4

Neftchi Fergana: 1992, 1993, 1994, 1995
- Coppa d'Uzbekistan: 2

Neftchi Fergana: 1994, 1996
- Campionato russo: 1

Rubin Kazan: 2008
- Pervyj divizion: 1

Rubin Kazan: 2002